# Isola la Vacca
Isola la Vacca, auch Isolotta la Vacca, (deutsch „Kuh-Insel“) ist die zweitsüdlichste Insel im Sulcis-Archipel vor der Südwestküste Sardiniens. Administrativ gehört die unbewohnte Insel zur Gemeinde (Comune) Sant’Antioco in der italienischen Provinz Sulcis Iglesiente.

## Geographie
Isola la Vacca liegt 2,5 km südöstlich vor der Südspitze der Insel Sant’Antioco sowie rund 10 km nordnordöstlich der kleinen und ebenfalls unbewohnten Insel Isola il Toro, der südlichsten Insel des Sulcis-Archipels. Vacca ist in Nord-Süd-Richtung 550 m lang und in Ost-West-Richtung bis zu 250 m breit; ihre Fläche lässt sich zu rund 10 ha (0,1 km²) abschätzen. Im Norden sind der Insel einige kleine Felsen vorgelagert, von denen Il Vitello („Das Kalb“) als einziger eine nennenswerte Größe aufweist. Vacca erhebt sich steil aus dem Meer; auf der höchsten Stelle befindet sich ein Leuchtturm.

## Fauna
Wie Toro ist auch Vacca ein bedeutendes Brutgebiet zahlreicher, teils seltener Vogelarten, wie beispielsweise des Eleonorenfalken (Falco eleonorae), des Wanderfalken (Falco peregrinus), der Sturmschwalbe (Hydrobates pelagicus) oder des Gelbschnabel-Sturmtauchers (Calonectris diomedea). Sie bildet daher gemeinsam mit ihrer Nachbarinsel Isola il Toro eine Zona di protezione speciale (ZPS), ein Europäisches Vogelschutzgebiet.